# June Timperley
June Rose Timperley (* 1933; † 22. März 2017, geborene June White) war eine englische Badmintonspielerin.

## Karriere
June White siegte 1953 erstmals bei den All England, 1959 gewann sie ihren letzten Titel dort. In einer Zeit, als es im Badminton weder EM noch WM gab, waren die Titelkämpfe dort das höchste, was ein Badmintonspieler erreichen konnte. Des Weiteren war sie unter anderem bei den Irish Open, Scottish Open, Welsh International, Dutch Open und Swedish Open erfolgreich.

## Erfolge
| Saison | Veranstaltung                            | Disziplin   | Platz | Name                               |
| ------ | ---------------------------------------- | ----------- | ----- | ---------------------------------- |
| 1953   | Irish Open                               | Damendoppel | 1     | Iris Cooley / June White           |
| 1953   | All England                              | Damendoppel | 1     | Iris Rogers / June White           |
| 1953   | All England                              | Mixed       | 1     | David Choong / June White          |
| 1953   | Denmark Open                             | Damendoppel | 1     | Iris Cooley / June White           |
| 1953   | Irish Open                               | Mixed       | 1     | Eddy Choong / June White           |
| 1954   | All England                              | Damendoppel | 2     | Iris Rogers / June White           |
| 1954   | Irish Open                               | Damendoppel | 1     | Iris Cooley / June White           |
| 1954   | Scottish Open                            | Damendoppel | 1     | Iris Cooley / June White           |
| 1954   | Scottish Open                            | Mixed       | 1     | Tony Jordan / June White           |
| 1955   | All England                              | Damendoppel | 1     | Iris Rogers / June White           |
| 1955   | Scottish Open                            | Damendoppel | 1     | Iris Cooley / June White           |
| 1955   | All England                              | Mixed       | 2     | David Ewe Choong / June White      |
| 1955   | Irish Open                               | Damendoppel | 1     | Iris Cooley / June White           |
| 1955   | Irish Open                               | Mixed       | 1     | Tony Jordan / June White           |
| 1956   | Dutch Open                               | Mixed       | 1     | John Timperley / June Timperley    |
| 1956   | All England                              | Mixed       | 1     | Tony Jordan / June Timperley       |
| 1956   | Scottish Open                            | Mixed       | 1     | Tony Jordan / June Timperley       |
| 1956   | Scottish Open                            | Damendoppel | 1     | Iris Cooley / June Timperley       |
| 1956   | All England                              | Damendoppel | 2     | Iris Rogers / June White Timperley |
| 1956   | Dutch Open                               | Damendoppel | 1     | June Timperley / Barbara Carpenter |
| 1957   | Swedish Open                             | Mixed       | 1     | Tony Jordan / June Timperley       |
| 1957   | All England                              | Damendoppel | 2     | Iris Rogers / June Timperley       |
| 1957   | Dutch Open                               | Dameneinzel | 1     | June Timperley                     |
| 1957   | Irish Open                               | Mixed       | 1     | Tony Jordan / June Timperley       |
| 1957   | Irish Open                               | Damendoppel | 1     | Iris Rogers / June Timperley       |
| 1957   | Swedish Open                             | Damendoppel | 1     | Iris Rogers / June Timperley       |
| 1957   | English Invitation Tournament            | Damendoppel | 1     | Iris Rogers / June Timperley       |
| 1957   | English Invitation Tournament            | Mixed       | 1     | Tony Jordan / June Timperley       |
| 1958   | Hampshire Championships                  | Dameneinzel | 1     | June Timperley                     |
| 1958   | Scottish Open                            | Damendoppel | 1     | Iris Rogers / June Timperley       |
| 1958   | Welsh International                      | Mixed       | 1     | Oon Chong Jin / June Timperley     |
| 1958   | Dutch Open                               | Damendoppel | 1     | June Timperley / Iris Rogers       |
| 1958   | Welsh International                      | Damendoppel | 1     | June Timperley / Patricia Dolan    |
| 1958   | All England                              | Damendoppel | 2     | Iris Rogers / June White Timperley |
| 1958   | All England                              | Mixed       | 1     | Tony Jordan / June Timperley       |
| 1959   | All England                              | Damendoppel | 1     | Iris Rogers / June Timperley       |
| 1959   | Irish Open                               | Damendoppel | 1     | Iris Rogers / June Timperley       |
| 1959   | Irish Open                               | Mixed       | 1     | Tony Jordan / June Timperley       |
| 1960   | Scottish Open                            | Mixed       | 1     | Tony Jordan / June Timperley       |
| 1961   | All England                              | Mixed       | 2     | Tony Jordan / June Timperley       |
| 1961   | Irish Open                               | Mixed       | 1     | Tony Jordan / June Timperley       |
| 1963   | Schweden: Internationale Meisterschaften | Damendoppel | 2     | Ursula H. Smith / Timperley        |
| 1963   | All England                              | Mixed       | 2     | Tony Jordan / June Timperley       |
| 1963   | Schweden: Internationale Meisterschaften | Mixed       | 2     | Tony Jordan / June Timperley       |

## Referenzen
- John Arlott (Hrsg.): The Oxford companion to sports & games. Oxford University Press, London 1975
- All England Champions 1899-2007
- Statistiken des englischen Verbandes
- newspapers.nl.sg

| Personendaten    | Personendaten                                           |
| ---------------- | ------------------------------------------------------- |
| NAME             | Timperley, June                                         |
| ALTERNATIVNAMEN  | White, June; Timperley, Mrs E. J.; Timperley, June Rose |
| KURZBESCHREIBUNG | englische Badmintonspielerin                            |
| GEBURTSDATUM     | 1933                                                    |
| STERBEDATUM      | 22. März 2017                                           |